# 鈴木正文 (政治家)

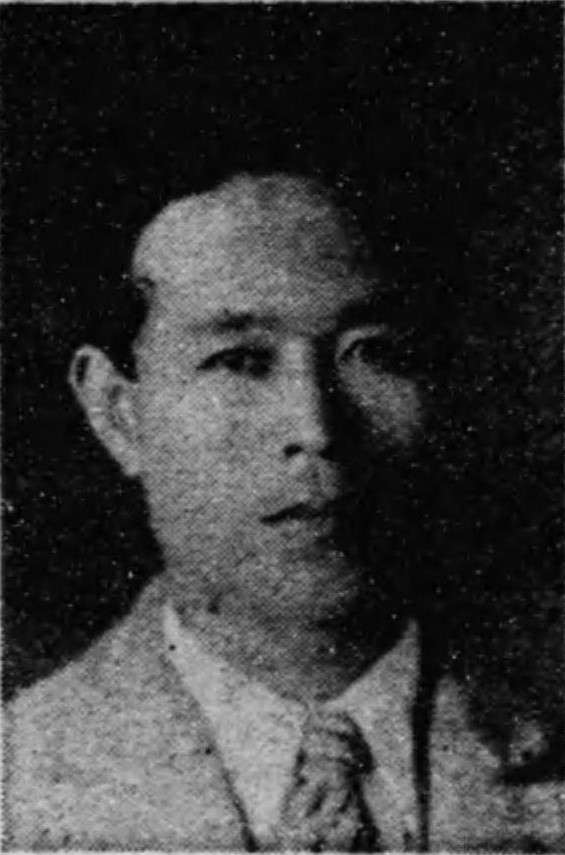
鈴木正文

鈴木 正文（すずき まさふみ / まさぶみ、1899年8月30日 - 1978年5月25日）は、日本のジャーナリスト、政治家。位階は従三位、勲等は勲二等。
衆議院議員（3期）、労働大臣。

## 経歴
山梨県北巨摩郡出身。1925年（大正14年）、早稲田大学政治経済学部を卒業。
朝日新聞社に入社し海外特派員となる。京城支局長を経て、1940年（昭和15年）、論説委員に就任し1941年（昭和16年）に退社。その後、日本印刷文化協会理事、山梨日日新聞論説委員を務める。
戦後、1947年（昭和22年）4月の第23回衆議院議員総選挙に山梨県全県区から日本自由党公認で立候補し当選。以後、第25回衆議院議員総選挙で落選するが、第26回衆議院議員総選挙まで3期選出された。
衆議院議員としては、日本自由党幹事、民主自由党労働対策委員長、自由党社会保障制度調査会長、同政調会顧問、同党総務などを務めた。また、第2次吉田内閣の労働政務次官、第3次吉田内閣の労働大臣を歴任する。
1969年11月の秋の叙勲で勲二等に叙され旭日重光章を受章する。
1978年（昭和53年）5月25日、死去。78歳没。同月26日、特旨を以て位記を追賜され、死没日付で従三位に叙された。

## 著書
- 『朝鮮経済の現段階』帝国地方行政学会朝鮮本部、1939年。